# Yumi Katsura
Yumi Katsura (桂由美, Katsura Yumi), de son véritable nom Yumi Yuki, née à Tokyo le 24 avril 1930 et morte le 26 avril 2024, est une couturière japonaise, première couturière de robes de mariée au Japon. 
Elle présente plus de 200 défilés. Elle combine traditions, art ancien japonais avec les techniques et savoir-faire de la couture internationale.
Elle est la représentante de plusieurs associations nuptiales.

## Biographie
Yumi Katsura naît en 1932. Elle est diplômée du département mode de l'université des femmes Kyoritsu (en) puis étudie la haute couture à l'École de la chambre syndicale de la couture parisienne.  À cette occasion, elle partage l’univers de ceux qui deviendront de grands noms de la haute couture française tels que Pierre Cardin, Yves Saint Laurent, Pierre Balmain et Jean-Louis Scherrer. 
En 1964, elle ouvre sa première boutique dédiée aux vêtements nuptiaux à Tokyo et organise le premier défilé consacré au mariage jamais organisé au Japon. Elle publie aussi son premier magazine nuptial, Le livre de la mariée. À cette époque, seules 3% des mariées japonaises portent des robes de mariée, contre plus de 90% en 2024.
En 1981, elle organise un défilé à New York et étend ses activités à plus de 30 pays, notamment aux États-Unis, en Angleterre et en France.
En 1993, elle a confectionné pendant 2 ans un vêtement sacerdotal pour le pape Jean-Paul II, en utilisant la technique de tissage Hakata-ori utilisée pour fabriquer des kimonos.
En 2015, elle est déléguée de plusieurs associations, notamment de l’association nuptiale du Japon, de l’Asie et de Yumi Katsura International[réf. souhaitée].

## Activités
Yumi Katsura revisite le port du kimono traditionnel en y incluant un zeste de modernité et en utilisant des tissus originaux. Elle parvient à combiner traditions, art ancien japonais avec les techniques et savoir-faire de la couture parisienne. Elle modernise le port du kimono des femmes japonaises en le sortant des codes traditionnels d’utilisation. Ses créations sont considérées comme des chefs-d'œuvre novateurs tout en faisant revivre des techniques traditionnelles ancestrales telles que le yuzen, une technique de teinture sur soie utilisée traditionnellement pour les créations de kimonos.
Distinguée par les plus grandes institutions, Yumi Katsura devient le premier membre officiel asiatique de la Camera nazionale della moda italiana. 
Elle est aussi Membre Extraordinaire de la Fédération de la Couture Asiatique. 

## Entreprises et boutiques
En 2005, le Showrom parisien de Yumi Katsura s'installe rue Cambon. Dans le monde, la marque est représentée à New York et dans 22 points de vente à travers les États-Unis et le Canada, 3 magasins au Japon, 60 franchises ainsi que 29 licences qui complètent son rayonnement. 

## Prix et distinctions
- Présidente de Yumi Katsura International Co., Ltd.
- Présidente de Yumi Katsura Wedding System Co.. Ltd.
- Présidente de All Japan Bridal Association
- Membre honoraire de l’Association of Bridal Consultants
- Membre de la Camera nazionale della moda italiana
- Membre extraordinaire de la Fédération de la Couture Asiatique